# Étienne-Maurice Gérard

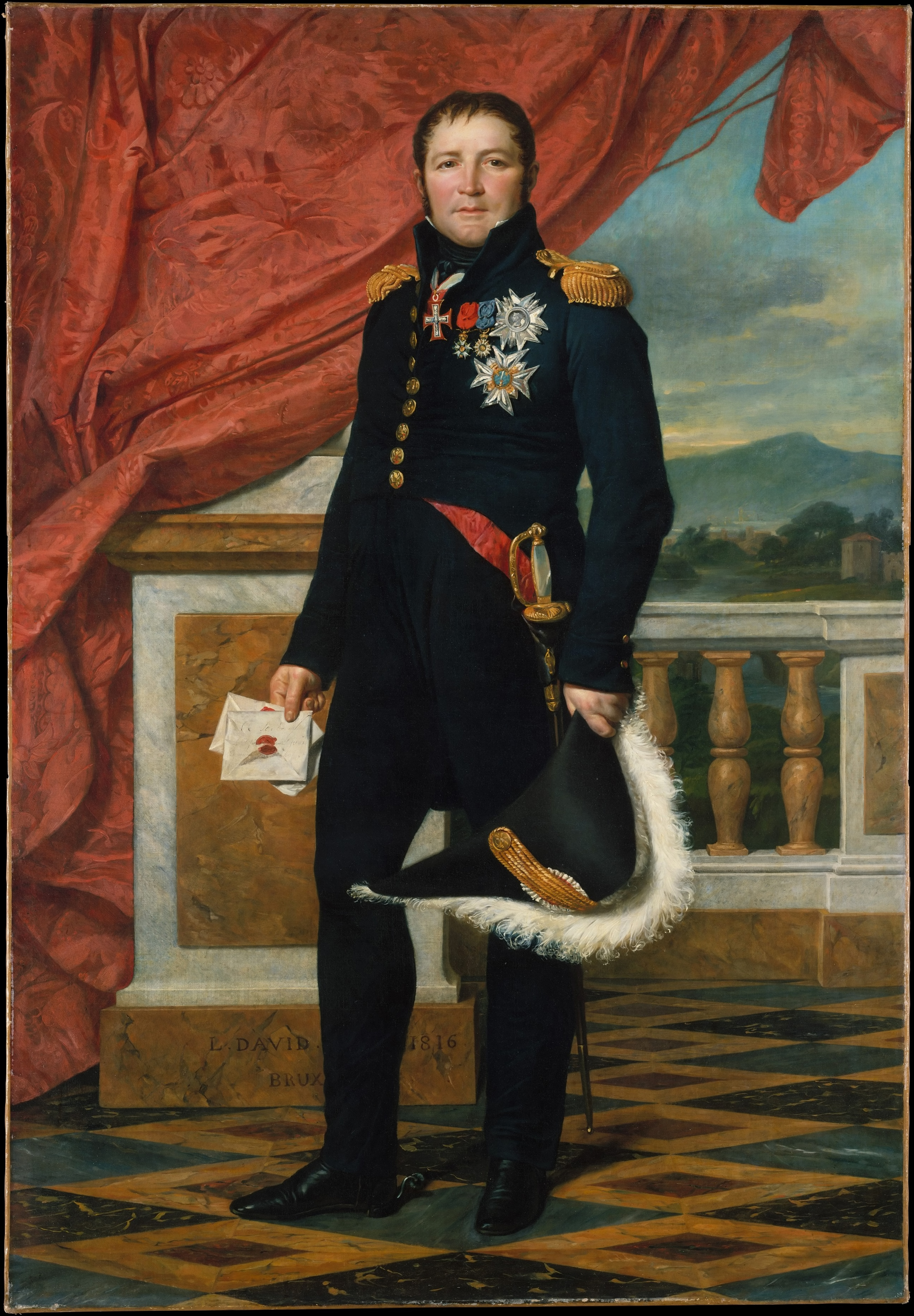
General Gérard (Porträt von Jacques Louis David)

Étienne-Maurice, comte Gérard (* 4. April 1773 in Damvillers; † 17. April 1852 in Paris) war ein französischer General und Staatsmann, Pair und Marschall von Frankreich.

## Biografie
Gérard kämpfte 1794 als Freiwilliger in der Nordarmee bei Fleurus, wurde Capitaine und Adjutant Bernadottes und diente unter diesem am Rhein und in Italien. Nach dem Frieden von Campo Formio begleitete er Bernadotte 1798 nach Wien, wo er ihm in einem Volksauflauf das Leben rettete, nahm dann am letzten Feldzug in der Vendée und als Colonel an der Schlacht bei Austerlitz teil. Als Général de brigade machte er den Feldzug von 1806 mit und zeichnete sich als Generalstabschef des 9. Armeekorps unter Bernadotte in der Schlacht bei Wagram, dann in Spanien aus.
Im russischen Feldzug 1812 trug er zur Einnahme von Smolensk wesentlich bei, wofür er zum Grafen erhoben wurde, führte in der Schlacht bei Walutino (19. August) die Division des gefallenen Generals Gudin und deckte an der Beresina mit einer Abteilung des Neyschen Korps den Übergang.
1813 befehligte er eine Division des 11. Armeekorps unter Jacques MacDonald. Er hatte das größte Verdienst am Sieg in der Schlacht bei Bautzen, worauf er das Kommando über das 11. Armeekorps erhielt. In der Völkerschlacht bei Leipzig schwer verwundet, übernahm er doch bereits gegen Ende des Jahres den Oberbefehl über das aus Rekruten gebildete Reservekorps von Paris, kommandierte bei La Rothière den rechten Flügel und erkämpfte bei Montereau einen bedeutenden Vorteil über ein feindliches Korps.
Nach Napoleons Abdankung erhielt er den Auftrag, die Garnison von Hamburg zurückzuführen; dann erhielt er die Generalinspektion über die 5. Militärdivision.
Nach der Rückkehr des Kaisers 1815 erhielt er, zum Pair ernannt, den Befehl über eine Division im Korps Grouchys, kämpfte bei Ligny, erhielt das Kommando über das 4. Corps  und drängte am 18. Juni Grouchy vergeblich dazu, in der Schlacht bei Waterloo einzugreifen. Bei Wavre schwer verwundet, begab er sich nach Brüssel, von wo er 1817 nach Frankreich zurückkehrte.
1822 als Deputierter in die Kammer gewählt, schloss er sich der liberalen Opposition an. Nach der Julirevolution ernannte ihn Louis-Philippe zum Kriegsminister und zum Marschall. Im Oktober 1830 trat er zurück, übernahm aber im August 1831 den Oberbefehl über die Armee, die Belgien gegen Holland zu Hilfe eilte, drängte die Holländer in einem 13-tägigen Feldzug aus Belgien und erzwang am 24. Dezember 1832 in der Belagerung von Antwerpen die Übergabe der hartnäckig verteidigten Zitadelle.
Im Juli 1834 wurde er nochmals in das Kriegsministerium berufen, trat jedoch schon am 29. Oktober wieder zurück. 1835 erhielt er das Großkreuz der Ehrenlegion verliehen und wurde 1838 Oberbefehlshaber der Nationalgarde. Da er inzwischen erblindet war, musste er 1842 sein Amt niederlegen.
Étienne-Maurice Gérard starb am 17. April 1852 in Paris und ruht auf dem Friedhof von Villers-Saint-Paul.

## Auszeichnungen und Ehrungen
- 1814: Großkreuz der Ehrenlegion (Großkanzler 1835)
- 1855: Errichtung einer Statue in Damvillers
- 1856: Errichtung einer Statue in Paris

Sein Name ist am Triumphbogen in Paris in der 14. Spalte eingetragen.

## Mitgliedschaften
1842 wurde Gérard von Charles Henry Dessalines d’Orbigny als Mitglied Nummer 251 der Société Cuvierienne vorgestellt.